# 日本问题研究
《日本问题研究》是河北大学主办的一本专门研究日本相关问题的专业性学术期刊，2014年开始由季刊改为双月刊。国际标准连续出版物号ISSN 1004-2458，国内统一连续出版物号 CN 13-1025/C。创刊于1964年，1987年开始在国内外公开发行。知网等主流平台收录本期刊。
联络地址为河北省保定市五四东路180号河北大学期刊社。

## 相关链接
- 日本问题研究 （页面存档备份，存于）